# Lago Bagakain
Il lago Bagakain o Bogakain o Baga o Boga è un lago del Bangladesh situato nella divisione di Chittagong.